# Accident de Konginkangas

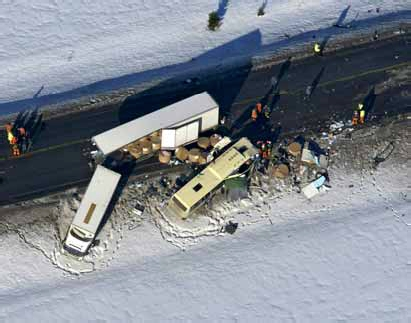
Vue aérienne de l'accident de Konginkangas.

L'accident de Konginkangas est un important accident de la route survenu le 19 mars 2004, à Äänekoski, près de Konginkangas, en Finlande. À 2h08, heure locale (0h08 UTC), un poids lourd transportant de lourds rouleaux de papier, assemblé en Écocombi (un train routier de 61,5 tonnes de poids réel), est sorti de sa voie et s'est encastré dans un autocar arrivant en face. Celui-ci transportait 37 passagers, jeunes pour la plupart, vers le centre de ski de Rukatunturi pour des vacances de ski alpin.
L'accident est survenu sur la Route nationale 4 (E 75), à 20 km au nord de Äänekoski. L'accident a entraîné la mort du chauffeur de l'autocar et de 22 de ses passagers, et 14 autres personnes ont été blessés. Le directeur de l'agence de voyage ayant affrété l'autocar a péri dans l'accident.  La plupart des victimes dormaient au moment du drame et ont été tuées sur le coup par l’éjection des lourds rouleaux de papier dans l’habitacle de l'autocar.  Le conducteur du poids lourd est sorti indemne de l'accident. L'accident fut étudié par le Centre d’enquête sur les accidents)) .

## Chronologie de l'évènement
L’accident est survenu à la suite d'un balayage du porte-à-faux arrière de la semi-remorque, phénomène s’amplifiant jusqu'à faire sortir l'arrière de la remorque de la chaussée. Afin de faire revenir la remorque sur la route, le conducteur n’a pas freiné. Si la remorque est bien revenue sur la route, les forces physiques à cause d’une survitesse, des surcharges et la chaussée glacée ont provoqué la mise à l’équerre du dolly (train avant de la remorque). La remorque a poursuivi sa glissade sur la chaussée glacée en dépassant du côté gauche du porteur avec le train avant à 90 degrés.
Elle a progressivement entraîné le convoi sur le côté gauche de la chaussée et a percuté frontalement l’autocar arrivant en face. Sous la violence du choc, le tablier (paroi avant) de la remorque, a cédé et cinq rouleaux de papier de 780 kg ont été éjectés de la remorque dans l'habitacle de l'autocar. À l’impact, la vitesse de chaque véhicule était de 70 km/h. L'avant de l'autobus et de plusieurs rangées de sièges ont été écrasés dans les dixièmes de seconde suivant l'impact.
L’enquête fit apparaître que la motrice était en surcharge de poids maximum autorisé (2 t) et que l’ensemble dépassait le poids roulant maximum autorisé (4 t). Le conducteur n’avait pas respecté les réglementations sur les temps de conduite (pause de 45 minutes avant 4h30 de conduite continue) et sur le temps de travail finlandais (pause avant 5h30 de travail). Si l’état glacé de la chaussée et les changements de devers étaient bien à la source du drame, le démarrage de l’instabilité étiat liée à un coup de volant du conducteur de l'ensemble. L’amplitude du balayage de l’extrémité arrière de la semi-remorque avait pour origine une survitesse du poids lourd (90 km/h, pour 80 km/h autorisé) dans la descente.